# Calacuccia
 Calacuccia  là một xã ở tỉnh Haute-Corse trên đảo Corse, Pháp. Xã này có diện tích 18,77 km², dân số năm 1999 là 340 người. Khu vực này có độ cao 847 mét trên mực nước biển.